# Philadelphia Phillies
Els Philadelphia Phillies són un club professional de beisbol estatunidenc de la ciutat de Filadèlfia que disputa la Divisió Est de la Lliga Nacional de MLB.

## Palmarès
- Campionats de la MLB (2): 2008, 1980
- Campionats de la Lliga Nacional (6): 2008, 1993, 1983, 1980, 1950, 1915
- Campionats de la Divisió Est (8): 2008, 2007, 1993, 1983, 1980, 1978, 1977, 1976

## Evolució de la franquícia
- Philadelphia Phillies (1884-present)
- Philadelphia Quakers (1883-1889, usat conjuntament amb Phillies el 1884-89)

(També anomenat Blue Jays de 1943 a 1948 tot i que el nom formal era Phillies)

## Colors
Vermell, blanc i blau.

## Estadis
- Citizens Bank Park (2004-present)
- Veterans Stadium (1971-2003)
- Connie Mack Stadium (1927, 1938-1970)
  - a.k.a. Shibe Park (1938-1952)
- Baker Bowl (1887-1926, 1928-1938)
  - a.k.a. National League Park (1895-1913)
  - a.k.a. Philadelphia Base Ball Grounds (1887-1895)
- Recreation Park (1883-1886)

## Números retirats
- Richie Ashburn 1
- Jim Bunning 14
- Mike Schmidt 20
- Steve Carlton 32
- Robin Roberts 36
- Jackie Robinson 42
- Grover Cleveland Alexander P
- Chuck Klein P